# جويل سكينر
جويل سكينر (بالإنجليزية: Joel Skinner)‏ هو لاعب كرة قاعدة أمريكي، ولد في 21 فبراير 1961 في سان دييغو في الولايات المتحدة.

## وصلات خارجية
- جويل سكينر على موقعبيزبول رفرنس.كوم (الدوري الرئيسي) (الإنجليزية)
- جويل سكينر على موقعبيزبول رفرنس.كوم (الدوري الثانوي) (الإنجليزية)